# Vincent Rose (Musiker)
Vincent Rose (* 13. Juni 1880 in Palermo; † 20. Mai 1944 in Rockville Centre, New York) war ein aus Italien stammender US-amerikanischer Pianist, Violinist, Komponist und Bandleader.

## Leben
Vincent Rose kam 1897 in die USA und arbeitete zunächst als Pianist und Violinist in Chicagoer Orchestern; er war dann seit den frühen 1920er Jahren ein populärer Bandleader im südlichen Kalifornien, wo er mit seinem Montmartre Orchestra auftrat und einige Schallplatten für Victor Records einspielte; Harry Owens war damals sein Trompeter, bevor er seine eigene Band gründete. Der von Owens und Rose gemeinsam geschriebene Song Linger Awhile wurde ein Hiterfolg, der die Band landesweit bekannt machte. Mit dem gleichen Bandpersonal nahm er später auch für Columbia Records als Hollywood Orchestra auf. Schließlich verließ er Kalifornien, hatte ein Engagement im College Inn in Chicago und ließ sich dann in New York nieder, wo er im Ritz-Carlton auftrat. Als Vincent Rose and His Orchestra entstanden dann weitere Aufnahmen in den 1930er Jahren, so für Gennett, Perfect und Banner.
Rose war daneben ein sehr aktiver Komponist und Songwriter, der über 200 Lieder veröffentlichte; zu seinen Erfolgstiteln zählten 1920 Whispering, Avalon, mit dem Songtext von Al Jolson und Buddy DeSylva, der – trotz des Plagiatstreits mit Ricordi – ein großer Erfolg für Jolson war. 1923 folgte Linger Awhile, Pardon Me, Pretty Baby (1931), The Umbrella Man (1938) und 1940 noch Blueberry Hill, mit dem Fats Domino im Jahre 1956 den größten Erfolg seiner Karriere feiern konnte. Ende der 1930er Jahre und Anfang der 1940er Jahre bildeten Rose und befreundete Songwriter die Gruppe Songwriters On Parade, die in den Seebädern der Ostküste auftrat. Rose wurde später in die Songwriters Hall of Fame aufgenommen.